# 51 Geminorum
51 Geminorum, eller BQ Geminorum, är en pulserande variabel av halvregelbunden typ (SRB) i stjärnbilden Tvillingarna.
51 Geminorum varierar mellan bolometrisk magnitud +6,63 och 7,02 med en period av ungefär 50 dygn. Den befinner sig på ett avstånd av ungefär 540 ljusår.